# Necremnus californicus
Necremnus californicus är en stekelart som först beskrevs av Girault 1917.  Necremnus californicus ingår i släktet Necremnus och familjen finglanssteklar. Inga underarter finns listade i Catalogue of Life.